# Jagdgruppe 12
Jagdgruppe 12 (JG12) – grupa taktyczna lotnictwa niemieckiego Luftstreitkräfte z ostatniego okresu I wojny światowej.
Została sformowana 4 marca 1918 roku pod dowództwem porucznika Heinricha Krolla. Początkowo w jej skład wchodziły eskadry Jagdstaffel 24, Jagdstaffel 44, Jagdstaffel 79. Od połowy kwietnia dołączyła jeszcze Jagdstaffel 42.

## Dowódcy Jagdgruppe 12
| Stopień   | Nazwisko        | Okres                   |
| --------- | --------------- | ----------------------- |
| Porucznik | Heinrich Kroll  | 04.03.1918 – 18.04.1918 |
| Porucznik | Hasso von Wedel | 18.04.1918 – 14.08.1918 |
|           |                 | 14.08.1918 – 23.08.1918 |
| Porucznik | Hasso von Wedel | 23.08.1918 – 11.11.1918 |